# Giragos I
Giragos I – duchowny Apostolskiego Kościoła Ormiańskiego, w latach 1797–1822 jeden z patriarchów tego Kościoła, Patriarcha-Katolikos Wielkiego Domu Cylicyjskiego.